# نبيذ جزائري

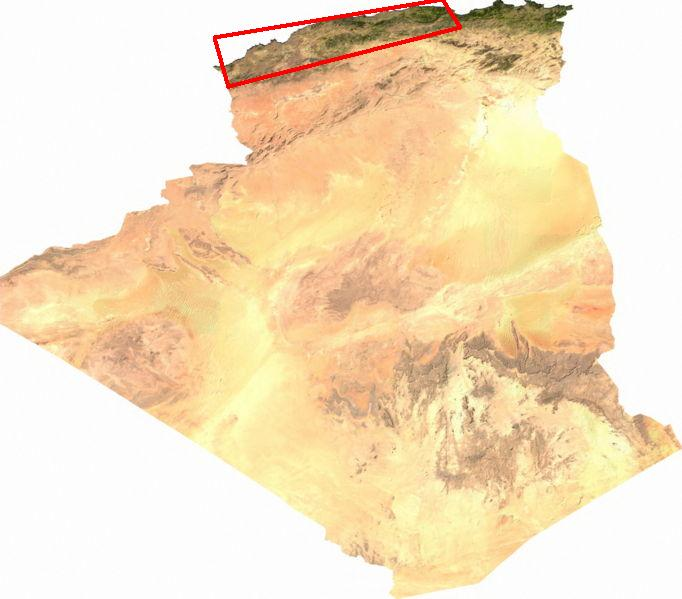
يُمثل المربع الأحمر أهم المناطق المنتجة للنبيذ داخل التراب الجزائري.

موقع الجزائر في قارة أفريقيا

النبيذ الجزائري هو نبيذ مصنوع في الجزائر التي لم يعد يُستهان بها اليوم في عالم وسوق النبيذ خاصة أنها لعبت دوراً هاماً في تاريخ صناعة النبيذ.
يعود تاريخ النبيذ في الجزائر إلى الفينيقيين وقد استمر خلال حُكمِ الجزائر من قِبل الإمبراطورية الرومانية. قبل ثورة التحرير الجزائرية كانت تُمثل الجزائر جنبا إلى جنب مع المغرب وتونس ما يقرب من ثلثي النبيذ في التجارة العالمية. في الوقت الحالي لم تعد الجزائر رائدة في مجال صناعة النبيذ في ظل ظهور دول أخرى تصدرت هذا المجال مثل ألمانيا وجنوب أفريقيا لكن وبالرغم من ذلك فلا زالت الجزائر تُحافظ على على صناعة النبيذ ولو بكمية صغيرة خاصة في ظل توفرها على أزيد من 70 مصنعا مختصا لهذه الصناعة.

## التاريخ
يُمكن أن تُعزى صناعة النبيذ في الجزائر إلى عهد الفينيقيين كما يُمكن التطرق لنقطة التأثيرات التي لحقت بالمنطقة بسبب قربها من الموقع الأثري بقرطاج الذي كان رائدا في هذه الصناعة أيضا. استمرت صناعة النبيذ في هذه المنطقة تحت الحكم الروماني إلى أن توقفت خلال الفتوحات الإسلامية في شمال أفريقيا خلال القرنين السابع والثامن. خلال هذا الفترة كانت صناعة النبيذ محدودة بسبب حظر الكحول في إطار تقنين الغداء. تم استعمار الجزائر من قِبل فرنسا في عام 1830؛ ففرضت الدولة المستعمِرة زرعة القنب وكذا العنب من أجل تلبية المحلية الأقدام السوداء. في منتصف القرن التاسع عشر تسلّط وباء قاتل على المزروعات التي يُصنع منها النبيذ والكحول مما أدى تدميرها فأصبحت صادرات الجزائر نحو فرنسا قريبة من الصفر. وجد صانعوا النبيذ الفرصة مواتية لإنشاء مشاريعهم في «محمية الجزائر» فتدفق الصناع من كل أقطاب العالم خاصة من منطقة بادن التي جلبت معها أكثر التقنيات حداثة في صناعة النبيذ فساعدت على زيادة الجودة الشاملة للنبيذ الجزائري.
ساهمت مرتفعات الجزائر في صناعة النبيذ أيضا خاصة في فترة الثلاثينيات من القرن العشرين؛ فكانت تلك المناطق تُنتج ما مجموعه 2,100 ميجالتر (550,000,000 غال-أمريكي) من النبيذ. في 1950 كان نبيذ الجزائر جنبا إلى جنب مع نبيذ كل من تونس والمغرب يُمثل ما يقرب من ثلثي النبيذ المتداول دوليا. زادت شهرة النبيذ الجزائري عندما بدأ يتم مزجه مع النبيذ الأحمر في جنوب فرنسا ذو اللون الأعمق والأكثر تأثيرا. خلال تلك الفترة لم يكن نوع محدد من نبيذ الجزائر معروف بل كان الكل كذلك إلا أن تجارة نبيذ كارانيان قد تفوقت قليلا خاصة في جنوب فرنسا.
قبل استقلال الجزائر في عام 1962؛ كان هناك 12 موقعاً مختصا في صناعة النبيذ لكن هذه الصناعة عرفت انحدارا شديدا بعد الاستقلال خاصة في ظل تراجع أعداد المستوطنين والجيش الفرنسي الذي كان يلعب الدور الأبرز في شراء النبيذ. عرفت فرنسا هي الأخرى انخفاضا في نسبة الصادرات والواردات على حد سواء مما اضطرها إلى البحث عن مصانع أخرى في مناطق مختلفة. في عام 1969 وافق الاتحاد السوفيتي على شراء 500 ميجالتر (130,000,000 غال-أمريكي) من النبيذ في السنة حتى عام 1975 بأسعار أقل بكثير من القيمة السوقية. في الوقت الحالي يرى معظم المسؤولين في الحكومة الجزائرية أنه من غير الملائم أن تعتمد الدولة في اقتصادها على صناعة النبيذ وهي دولة إسلامية مما دفع بالحكومة إلى الضغط على أصحاب الأراضي ودفعهم نحو تحويل أراضيهم أو على الأقل زرعها بالحبوب أو عنب المائدة.

## مناطق النبيذ
تخصصت المناطق التي تقع على الهضاب العليا الممتدة نحو الحدود المغربية في صناعة النبيذ وبخاصة تلك المطلة على البحر الأبيض المتوسط بسبب الظروف المناخية الملائمة حيث عادة ما تعرف المنطقة تساقطات مطرية مُعتدلة جنبا إلى جنب مع فصل صيف حار وجاف وهي مشابهة جدا للمناطق الجنوبية في إسبانيا والتي تختص هي الأخرى في صناعة مختلف أنواع الكحوليات. تتميز هذه المناطف بمتوسط هطول للأمطار يبلغ حوالي 600 مليمتر (24 بوصة) في المناطق الشرقية من الجزائر في حين يصل حد 400 مليمتر (16 بوصة) في المناطق الغربية القريبة من المغرب. بشكل عام؛ هناك الكثير من المناطق التي تختص بصناعة النبيذ في الجزائر ولعل أبرزها تلك التي تقع في ولايات مثل عين تموشنت، المعسكر، مستغانم، سيدي بلعباس ثم تلمسان.